# Marry the Night
Marry the Night je pátý singl z alba Born This Way americké zpěvačky Lady Gaga. Song byl vydán 15. listopad 2011. Produkce se ujala Lady Gaga a Fernando Garibay.

## Informace o písni
"Marry the Night" napsala a produkovala Lady Gaga a Fernando Garibay během svého turné nazvaného The Monster Ball. Poprvé se zpěvačka o písni zmínila v rádiové show Ryana Secreasta, kde ji označila za jednu svých nejoblíbenějších z desky Born This Way.  Gaga a Garibay předtím spolu pracovali na písni Dance in the Dark z desky The Fame Monster. Před napsáním "Marry the Night" Gaga poslouchala právě "Dance in the Dark" a rozhodla se pro song se stejnou energií. "Pamatuji si jak jsem stála před začátkem koncertu v zákulisí a celým sálem se rozezněla Dance in the Dark jako úvodní píseň. Chtěla jsem ještě předčit tu náladu, předčit ten moment, kdy začíná koncert". 
Gaga chtěla vytvořit svůj vlastní styl muziky, nechtěla, aby se píseň podobala její předešlé práci. Chtěla napsat píseň, která by definovala, kde se zrovna v době Born This Way nachází. V rozhovoru pro časopis NME řekla, že inspirací pro song ji byla zpěvačka Whitney Houston. "Tato píseň je o mém návratu do New Yorku. Napsala jsem ji odvaze. Trvalo mi dlouho než jsem si řekla, ’Nenávidím Hollywood, chci žít v Brooklynu a dělat hudbu’.
Během turné, začal Garibay na hudbě k písni. Po skončení jedné show přišla Gaga do studia se zeptat na vývoj songu. Garibay ji vysvětlil že smíchal více žánrů muziku dohromady, včetně kostelních zvonů. Zpěvačka řekla, že když poprvé song slyšela, tak se rozplakala.  Marry The Night se nahrála v tourbuse v roce 2010, ale míchání proběhlo v Burbanku v Kalifornii.
"Marry the Night" měl původně vyjít jako debutový singl z desky, pak byl ale nahrazen písní Born This Way.  Pak se měl stát třetím singlem, ale opět byly plány zrušeny a nahradil jej song The Edge Of Glory. 

## Videoklip
Oficiální klip vyšel 1. prosince 2011 a má 14 minut, což je nejdelší klip zpěvačky. K délce přispělo i dlouhé intro, ve kterém Lady Gaga vypráví o tom, jak si v útěku před tvrdou realitou a šrámy na těle i na duši přikrášlila vnímání svého vlastního světa, a o odhodlání odrazit se ode dna a dostat se na samotný vrchol, neboť jí už nic jiného nezbylo. Klip se odehrává hned v několika prostředích – v psychiatrické léčebně, na pódiu, v pantheonu, v taneční místnosti, na ulici, v extravagantním bytě, ….
Lady Gaga se zmínila, že v této písničce odhalí něco ze své minulosti. Podle MTV je videoklip jedno velké poděkování její produkční společnosti, Interscope Records, a má zobrazovat její cestu za lukrativní smlouvou (jméno společnosti se na okamžik objeví i v klipu – napsané na dlani Lady Gaga).

## Hudební příčky
| Období (2011)          | Max. příčka |
| ---------------------- | ----------- |
| Austrálie              | 80          |
| Rakousko               | 13          |
| Kanada                 | 11          |
| Francie                | 50          |
| Německo                | 17          |
| Irsko                  | 24          |
| Nový Zéland            | -           |
| Švýcarsko              | 34          |
| Velká Británie         | 16          |
| U.S. Billboard Hot 100 | 29          |